# Albert Durand (aviateur)
Pour les articles homonymes, voir Albert Durand.
Albert Durand, né le 16 septembre 1918 à Grasse et mort pour la France le 1er septembre 1943 à Ielnia, est un pilote de chasse, Compagnon de la Libération à titre posthume par décret du 11 Avril 1944.

## Biographie
Breveté pilote civil, puis pilote militaire en juillet 1938, il est affecté à l'escadrille de chasse basée à Sidi Ahmed. Affecté le 1er novembre 1939 au GC III/I formé à Marignane, il participe à la Campagne de France jusqu'à l'armistice. Il est alors titulaire de 4 victoires aériennes.
Affecté à sa demande au GC I/III à Oran en juillet 1941, il s'envole le 14 octobre 1941 pour Gibraltar.
À son arrivée en Angleterre, il s'engage dans les Forces aériennes françaises libres. Il quitte l'Angleterre pour rejoindre le régiment de chasse Normandie en formation à Rayak avec lequel il arrive en URSS le 29 novembre 1942.
Titulaire de 11 victoires aériennes, il disparaît le 1er septembre 1943 dans un combat aérien au-dessus de Ielnia.

## Décorations
- Officier de la Légion d'honneur
- Compagnon de la Libération à titre posthume par décret du 11 Avril 1944[3]
- Croix de guerre 1939–1945
- Ordre de la guerre patriotique de 2ème classe  (URSS, oukase du 2) juillet 1943)
- Médaille pour la Victoire (URSS)

## Hommages
La place Albert Durand de Marseille est nommée en son nom et dispose d'une stèle commémorative à sa mémoire.